# San Ildefonso
San Ildefonso település Spanyolországban, Segovia tartományban. San Ildefonso El Espinar, Navas de Riofrío, Segovia, Palazuelos de Eresma, La Losa, Rascafría, Manzanares el Real, Navacerrada és Cercedilla községekkel határos. Lakosainak száma 5205 fő (2024).

## Népesség
A település népessége az elmúlt években az alábbi módon változott:
| Lakosok száma | 5127 | 5315 | 5506 | 5725 | 5626 | 5464 | 5315 | 5241 | 5188 | 5205 |
|               | 2001 | 2004 | 2007 | 2009 | 2012 | 2014 | 2017 | 2019 | 2022 | 2024 |